# François Toussaint
François Toussaint, também conhecido como Kalonda Omanyama ou David Ngoy (nascido em 6 de outubro de 1965 em Lodja, na República Democrática do Congo) é um mercenário belga-congolês condenado por homicídio.

## Vida
Nascido na República Democrática do Congo, o seu pai era um espião belga e a sua mãe era congolesa. Morou na Bélgica e treinou sanda. Em 1988, tornou-se campeão mundial de Kung-fu.
Trabalhou durante algum tempo na segurança privada, especialmente na China e na Europa, depois regressou ao Congo e iniciou uma carreira política e mercenária. Foi condenado por homicídio cometido em 2005, após o qual fugiu, viajando entre vários países, incluindo Burundi, Gabão e Congo. No Congo, foi acusado de treinar milícias Mai-Mai no Kivu do Sul. Em Janeiro de 2009 foi preso mas imediatamente libertado após a intervenção de uma organização de direitos humanos.
Em 2013, juntamente com Armel Sayo, criou o grupo armado Revolução e Justiça. No dia 1 de novembro, cruzou a fronteira para a República Centro-Africana e criou um campo de treinamento nos arredores de Paoua. Esteve encarregado do treinamento e da estratégia militar. Abandonou o grupo em 5 de fevereiro de 2014 após disputa com Sayo. Em 7 de julho de 2014 foi detido pela MISCA em Bouar e transferido para Bangui.
Foi extraditado para a Bélgica e em 15 de outubro de 2015 foi condenado pelo tribunal belga a 25 anos de prisão pelo assassinato de Manuel Maroquin em 2005.